# How Great Is Our God: The Essential Collection
How Great Is Our God: The Essential Collection è l'undicesimo album di Chris Tomlin (l'ottavo da solista) ed è stato pubblicato il 16 novembre 2011.
Questo album, contiene i maggiori successi dell'artist, con una nuova versione di  How Great Is Our God 

## Le canzoni
1. How Great Is Our God - 5:58
2. Our God - 4:44
3. Forever - 5:26
4. The Wonderful Cross feat. Matt Redman - 7:07
5. Famous One - 4:18
6. We Fall Down - 4:40
7. Indescribable - 3:58
8. Holy Is the Lord - 4:12
9. Enough - 4:20
10. Made to Worship - 4:17
11. Amazing Grace (My Chains Are Gone) - 4:26
12. Jesus Messiah - 4:48
13. God of This City - 5:05
14. I Will Rise - 5:00
15. How Great Is Our God - 5:05 [1]